# Auditoría
La auditoría (del verbo latino audire, ‘oír’, a su vez de los primeros auditores que ejercían su función juzgando la verdad o falsedad de lo que les era sometido a su verificación, principalmente observando) es, en términos generales, la acción de verificar que un determinado hecho o circunstancia ocurra de acuerdo con lo planeado. En el caso de una organización, se refiere a las pruebas que se realizan a la información financiera, operacional o administrativa con base en el cumplimiento de las obligaciones jurídicas o fiscales, así como de las políticas y lineamientos establecidos por la propia entidad según la manera en que opera y se administra.
La finalidad de una auditoría es certificar la confiabilidad de los estados financieros (o estados contables) para los usuarios en un periodo determinado, para lo que el auditor tiene que diseñar y aplicar procedimientos que le ayuden a obtener la información apropiada para después generar conclusiones razonables y emitir una opinión independiente sobre la presentación de las cifras que aparecen en dichos estados.

## Historia
La auditoría nació con la necesidad que tenía el Estado de mantener controladas y vigiladas a las entidades en aspectos como: 
- Emisión de acciones y valores entre las personas inversionistas.
- Expansión empresarial en el país propio o exterior (empresas transnacionales).
- Intentar mantener una homogeneidad en el registro de las operaciones.

Ante este ambiente los auditores de despachos y contadores públicos de Estados Unidos comenzaron a tomar el control al revisar la información financiera de las entidades filiales, subsidiarias, sucursales, empresas transnacionales, entre otras; sin embargo, no obtuvo mucho éxito debido a que no se tenían las mismas reglas, fundamentos o lineamientos en cuanto a la aplicación de la auditoría, ni de la teoría y técnica contable ejercida en Estados Unidos y otros países.
Después de esto, algunas empresas transnacionales y despachos examinaban la situación financiera e iniciaron una ideología que les permitiera tanto homologar como comparar la información en términos contables y de auditoría. Fue hasta la década de los años treinta donde los despachos mexicanos fueron invitados a unirse a despachos de contadores públicos estadounidenses con el propósito de auditar a las empresas transnacionales.

## Código de Ética Profesional
La profesión de Contaduría necesita tanto del seguimiento como del cumplimiento de normas morales a las que estén sujetos todos las personas que ejerzan esta profesión.
El Código de Ética Profesional se encuentra integrado por doce postulados. 
- Postulado uno: El Código de Ética Profesional es aplicable a todas las contadoras y contadores públicos, sin importar el ejercicio de otra profesión, la actividad o especialidad en la que actúe de manera independiente o al servicio de alguna empresa sea pública o privada.

- Postulado dos: Se refiere a la independencia de criterio. El contador público tiene la obligación de ser imparcial y tener un criterio libre cuando exprese su opinión.

- Postulado tres: Se refiere a la calidad profesional con la que se realizan los trabajos. El contador público deberá actuar con cuidado y diligencia frente al compromiso y responsabilidad adquirida en un proyecto de auditoría para demostrar ser un verdadero profesional.

- Postulado cuatro: Se refiere a la calidad y preparación del profesional. El contador público deberá tener las capacidades técnicas y profesionales que se necesitan para poder aceptar el compromiso de prestar este tipo de servicio en una empresa.

- Postulado cinco: Se refiere a la responsabilidad personal. El contador público tiene la responsabilidad tanto personal como moral de los trabajos realizados por él o bajo su tutela.

- Postulado seis: Se refiere al secreto profesional. El contador público en el transcurso de su trabajo no puede revelar por ningún motivo y bajo ninguna circunstancia la información o datos que le brinda y confía la persona o empresa que contrató su servicio. Es por esto que tiene la obligación de guardar el secreto profesional a menos que el interesado lo autorice. La única excepción a esta regla es en el momento que se den los informes que puedan solicitar las leyes respectivas.

- Postulado siete: Se refiere a la organización de rechazar tareas que no vayan de acuerdo con la moral. Cuando exista alguna propuesta de hacer trabajos que falten a la moral y dignidad de la profesión deben ser rechazados por el contador sin importar si está relacionado de manera directa e indirecta.

- Postulado ocho: Se refiere a la lealtad hacia el patrocinador de los servicios. El contador público no deberá aprovecharse de las circunstancias que lleguen a afectar a la empresa o persona que contrató sus servicios.

- Postulado nueve: Se refiere a la retribución económica. El contador público tiene derecho al pago por el servicio de auditoría por el que fue contratado.

- Postulado diez: Se refiere al respeto hacia  los compañeros y a la profesión. Todo contador público debe buscar mantener la dignidad de la profesión; así como cuidar las relaciones con su equipo de trabajo, con las instituciones que los agrupan o con sus colaboradores.

- Postulado once: Se refiere a la dignificación de la imagen del profesional con base en la calidad. Para poder ocupar un lugar y adquirir una buena imagen frente a la sociedad y ante la persona o empresa que contrata los servicios del profesional, es de gran importancia que el contador público actúe y haga sus trabajos con calidad profesional.

- Postulado doce: Se refiere a la difusión y enseñanza del conocimientos técnico. Todo contador público que transmita, comparta y difunda sus conocimientos tendrá la obligación de expresar una buena conducta y apego a las normas de la profesión.

## Auditoría en una organización
Se dice que la auditoría es una serie de métodos de investigación y análisis que tiene el objetivo de hacer una revisión y evaluación profunda de la gestión efectuada. Por lo que se refiere a la auditoría dentro de una organización, es el examen crítico y/o sistemático que realiza una persona o grupo de personas calificadas e independientes del sistema auditado en donde el principal propósito es emitir una opinión independiente y competente acerca de la información financiera, operativa y administrativa. Se apoya en el cumplimiento de las obligaciones fiscales o jurídicas; o bien, de las políticas internas.
Aunque hay muchos tipos de auditoría, la expresión se utiliza generalmente para designar a la «auditoría externa de estados financieros», que es aquella realizada por un profesional generalmente experto en contabilidad, temas fiscales, financieros y registros en general de una entidad.

### Auditoría financiera
La auditoría contable se basa en realizar un análisis formal de las cuentas que tiene una empresa por parte de una firma auditora externa con el propósito de comprobar que la contabilidad que presentan es coherente y genera confianza en la situación financiera de la organización que se encuentra auditada.  La auditoría integral es un punto clave en la toma correcta de decisiones porque brinda un informe externo sobre la información más importante o relevante en los estados financieros para cumplir con los requerimientos en aspectos normativos.
Los auditores deben revisar todos los recibos de la empresa y de sus clientes, además de entrevistar a trabajadores y clientes para identificar el o los indicadores de los diferentes tipos de fraude como pueden ser sobornos, comisiones ilegales, extorsión, robo, malversación, entre otros.
La auditoría financiera consiste en un proceso cuyo resultado final es la emisión de un informe, en el que el auditor da a conocer su opinión sobre la situación financiera de la empresa, este proceso solo es posible llevarlo a cabo a través de un elemento llamado evidencia de auditoría, ya que el auditor hace su trabajo posterior a las operaciones de la empresa, además es parte elemental del control que la empresa debe ejercer a su estructura y gestión financiera, puesto que de su buen desarrollo depende el éxito o fracaso de cualquier organización.

#### Control Interno
Para  realizar de manera efectiva y eficiente una auditoría a los Estados Financieros, es importante que el auditor obtenga comprensión razonable de los sistemas de contabilidad así como de los controles internos involucrados para la generación de información financiera. Esto tendrá un fuerte impacto en los procedimientos a realizar a las cuentas materiales de los Estados Financieros, ya que es un factor que puede determinar el tamaño de la muestra revisar.

## Independencia
El requisito básico para la realización de una auditoría es la independencia, que comprende los siguientes puntos:
- Independencia mental: el estado mental permite proporcionar una opinión sin ser afectados por influencias que comprometan el juicio profesional y su dirección, permitiendo actuar a una persona con integridad, y ejercer objetividad y escepticismo profesional.
- Independencia aparente: cuando se evitan hechos y circunstancias que sean tan importantes que un tercero juicioso e informado, con conocimiento de toda la información relevante, incluyendo cualesquiera salvaguardas que se apliquen, concluiría de manera razonable que la integridad, objetividad o escepticismo profesional del equipo auditor para atestiguar que hubieran sido comprometidos.

## Tipos de auditoría
- Auditoría de comunicación: es aquella realizada por un profesional, experto en comunicación e imagen, sobre los estados de la comunicación interna y externa de una organización.
- Auditoría de cuentas: es una de las más demandadas entre empresas ya que se centran en analizar, revisar y verificar el estado de cuentas anuales de una empresa. Información que refleja la salud financiera de la empresa la cual es necesaria para solicitar más financiación, acudir a bancos, realizar acuerdos con otras empresas, etc.
- Auditoría de estados financieros: es aquella realizada por un profesional, experto en auditoría que realiza el examen sobre los estados financiero -llamados contables en algunos países- de una entidad o ente, con el fin de emitir una opinión independiente sobre el apego de dichos estados a las Normas Internacionales de Información Financiera u otra normatividad aplicable según la legislación o lineamientos particulares según la actividad del sujeto auditado.
- Auditoría administrativa: es la técnica de control administrativo que examina -sistemática e integralmente- el grado de eficiencia en la aplicación del proceso administrativo a las distintas funciones de una entidad, así como la manera en que esta eficiencia influye en la efectividad de las mismas.[8][9]
- Auditoría energética: una inspección, estudio y análisis de los flujos de energía en un edificio, proceso o sistema con el objetivo de comprender la energía dinámica del sistema bajo estudio.
- Auditoría jurídica: la efectuada por un profesional del derecho, con capacidad y experiencia que realiza la revisión, examen y evaluación de los resultados de una gestión específica o general de una institución o cuerpo, con el propósito de informar o dictaminar acerca de ellas, realizando las observaciones y recomendaciones pertinentes para mejorar su eficacia y eficiencia en su desempeño.
- Auditoria financiera: asegura confiabilidad e integridad de la información financiera y la complementaria operacional y administrativa, así como los medios utilizados para identificar, medir, clasificar y reportar esa información.
- Auditoria interna: es una sola función que se practica internamente en una organización, y sus enfoques serán administrativos, operacionales o financieros.
- Auditoria operacional: esta evalúa la eficiencia, eficacia y economía con que están siendo utilizados  los recursos.
- Auditoría informática: proceso de recoger, agrupar y evaluar evidencias para determinar si un sistema de información salvaguarda el activo empresarial. Además, mantiene la integridad de los datos, lleva a cabo eficazmente los fines de la organización y utiliza eficientemente los recursos.
- Auditoría web: proceso cuya realización da lugar a un informe de las vulnerabilidades, riesgos, potenciales fallas de seguridad, análisis de rendimientos y tiempos de carga, eficiencia del código, etc. de una página web.
- Auditoría medioambiental: cuantificación de los logros y la posición medioambiental de una organización.
- Auditoría social: proceso que una empresa u organización realiza con ánimo de presentar balance de su acción social y su comportamiento ético.
- Auditoría de seguridad de sistemas de información: análisis y gestión de sistemas para identificar y posteriormente corregir las diversas vulnerabilidades que pudieran presentarse en una revisión exhaustiva de las estaciones de trabajo, redes de comunicaciones o servidores.
- Auditoría de innovación: proceso de obtención de información sobre la situación actual de la empresa frente a la innovación.
- Auditoría política: revisión sistemática de los procesos y actividades, orientadas ideológicamente, de toma de decisiones de un grupo para la consecución de unos objetivos, en beneficio de todos y todas.
- Auditoría electoral: la realizada a sistemas electorales de los diferentes países con sistema democrático y se realizan para darle confiabilidad y transparencia al sistema.
- Auditoría de accesibilidad: revisión de la accesibilidad de un sitio web por parte de un experto.
- Auditoría de marca: metodología para medir el valor de una marca.
- Auditoría de código de aplicaciones: proceso de revisar el código de una aplicación para encontrar errores en tiempo de diseño.
- Auditoría Sarbanes-Oxley o auditoría SOx: revisión es practicada a las firmas de auditoría de las compañías que cotizan en bolsa, de acuerdo a lo prescrito por la ley Sarbanes-Oxley.
- Auditoría científico-técnica: realizada a instituciones encargadas de la investigación científica y técnica en las diferentes áreas del trabajo humano.
- Auditoría farmacéutica: verificar que la entrega de medicamentos a los clientes haya sido correcta.
- Auditoría forense: cuando se revisan datos y documentos históricos de empresas y se comparan con el fin de detectar principalmente fraudes, robos, trucos fiscales, trucos contables o cualquier otra situación anómala en la que se investiga a los involucrados intelectuales y materiales del hecho; regularmente se hacen estimaciones en dinero de las cifras malversadas.
- Auditoría de Prevención: constituye la única herramienta para poder hacer un seguimiento del cumplimiento efectivo de las actividades preventivas desarrolladas por las empresas, tanto si asumen la prevención como si la tienen externalizada parcial o completamente.
  - Tipos de auditorías de Prevención
    - Auditoría reglamentaria o legal.
    - Auditoría Certificación Ohsas 18001.
    - Auditoría Voluntaria.
    - Auditoría Interna Ohsas 18001.
    - Auditoría Continua.
    - Auditoría Previa de Diagnóstico.
    - Auditorías Específicas.

## Clasificación desde la Auditoría

### General
- Fiscal:

El propósito de este tipo de auditoría es corroborar que los diferentes impuestos y las diversas obligaciones fiscales a las que están sujetos los contribuyentes sean los correctos y se presenten con oportunidad de acuerdo a las fechas previamente señaladas por las autoridades competentes. 
- De estados financieros.
- Interna.
- Operacional.
- Administrativa.
- Integral.
- Gubernamental.

### Por su tipo
- Financiera.
- Operacional.
- Administrativa.
- De resultado de programas.
- De legalidad.
- De obras.

### Por su ámbito
- Interna.
- Externa.
- mixta.

### Por su contexto
- Integral.
- Parcial.

### Por su aplicación
- A unidades.
- Por programas.
- Sustantivas.
- Adjetivas.
- De actividades.